# Clavulinopsis luteo-ochracea
Clavulinopsis luteo-ochracea är en svampart som först beskrevs av Fridiano Cavara, och fick sitt nu gällande namn av Corner 1950. Clavulinopsis luteo-ochracea ingår i släktet Clavulinopsis och familjen fingersvampar.   Inga underarter finns listade i Catalogue of Life.